# 維利涅 (大皮薩里夫卡區)
50°25′24″N 35°22′45″E / 50.42333°N 35.37917°E
維利內（烏克蘭語：Вільне）是位於烏克蘭東北部的村莊，由蘇梅州奥赫蒂尔卡区的大皮薩里夫卡市鎮負責管轄。該村處於沃爾斯克拉河右岸，距離斯多羅瓦亞魯加1公里，海拔高度117米，2001年人口991。